# Bythinella ferussina
Bythinella ferussina is een slakkensoort uit de familie van de Hydrobiidae. De wetenschappelijke naam van de soort is voor het eerst geldig gepubliceerd in 1827 door Des Moulins.